# Hermann Kämper

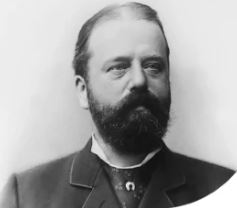
Hermann Kämper

Hermann Kämper (* 1824 in Halbe; † 9. Juni 1877 in Osnabrück) war ein Ingenieur und Gründer des Osnabrücker Kupfer- und Drahtwerkes.

## Familie
Johann Hermann Kämper heiratete am 27. April 1856 in Herringen (Hamm) Christiane Marie Caroline Auguste Alsdorf. Das Paar hatte vier Kinder. Der älteste Sohn Karl Rudolf (* 13. September 1866 in Hamm; † 2. Juli 1910 in Worms) war Oberstabs- und Regimentsarzt.

## Leben

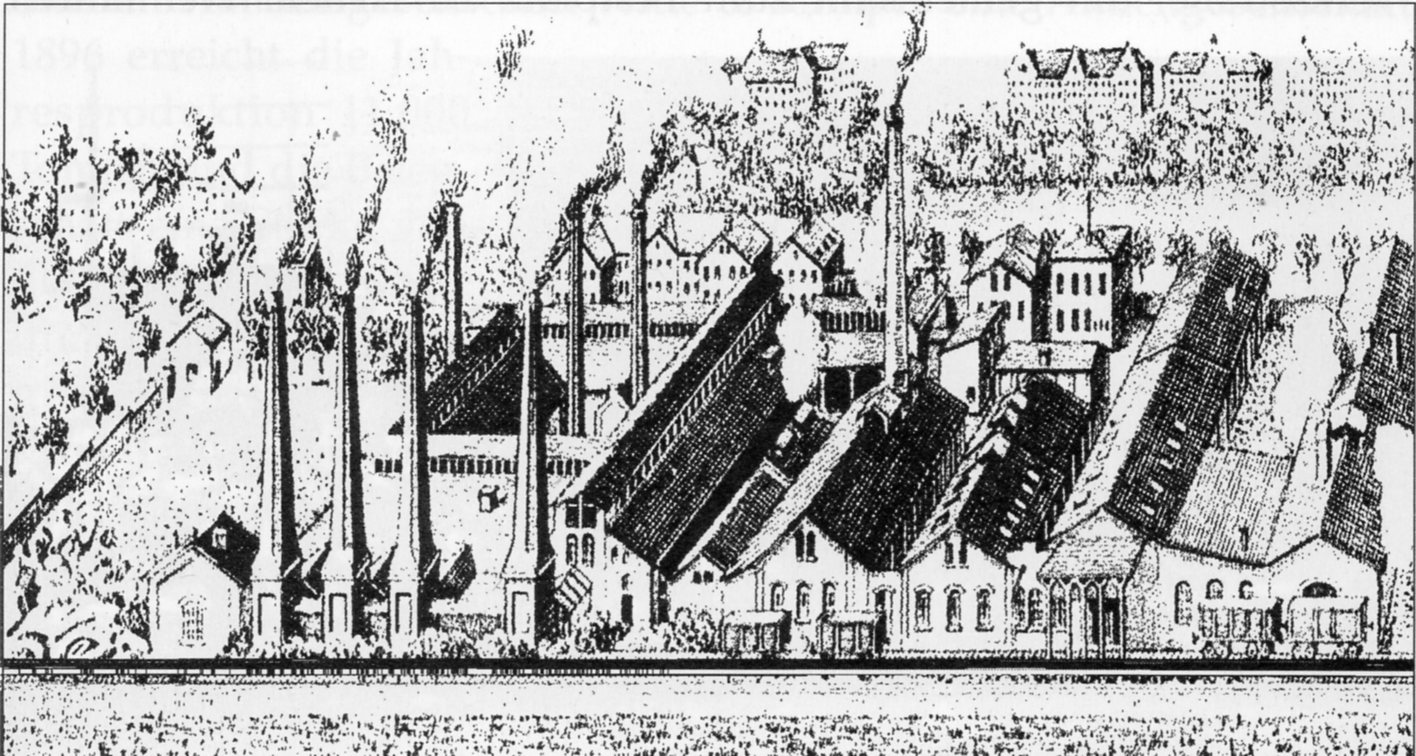
Osnabrücker Kupfer- und Drahtwerk, um 1875 (Zeichnung)

Kämper war zunächst als technischer und kaufmännischer Leiter des Hammer Drahtwerkes „Hobrecker, Witte & Herbers“ tätig, bevor er sich 1872 zur Gründung eines eigenen Unternehmens in Osnabrück entschloss. Die Entscheidung für den Standort Osnabrück war eine Folge wirtschaftlicher Überlegungen. Osnabrück war ein Eisenbahnknotenpunkt mit frachtgünstiger zu den Seehäfen Bremen und Hamburg wie auch nach Holland. Außerdem war Arbeitskraft aufgrund des niedrigeren Lohnniveaus generell billiger zu bekommen als in den Städten der westfälischen Drahtindustrie. Schließlich garantierte die Nähe der Georgs-Marienhütte eine örtlich und qualitativ günstige Bezugsquelle für Roheisen zu Puddelzwecken.
Ein erster Gründungsversuch mit dem Inhaber der Firma „C. W. Meyer“ , dem Osnabrücker Dampfkesselfabrikanten Julius Meyer, war fehlgeschlagen, da Meyer nicht das notwendige Kapital aufbringen konnte. Mittlerweile war es Kämper jedoch gelungen, in den Brüdern Hermann und Karl Witte, Mitinhabers von „Hobrecker, Witte & Herbers“ in Hamm, zwei finanzkräftige Partner zu finden. Gemeinsam gründeten sie am 1. Juli 1873 in Osnabrück das Unternehmen „"Draht- und Stiftfabrik Witte und Kämper"“. Vorher hatten sie ein 6.000 Quadratmeter großes Grundstück am Nonnenpfad von der Klosterkammer Hannover für 8.000 Taler erworben. Gestartet wurde mit einer Belegschaft von ca. 70 Mann, die durchschnittlich 5 Tonnen Eisendraht täglich produzierten. Etwa 60 Prozent wurden so Drahtstiften weiterverarbeitet. 1875 kam auch ein Puddel- und Walzwerk dazu.
Am 20. Juni 1890 wurde die Firma in eine Aktiengesellschaft umgewandelt und unter dem Namen „Osnabrücker Kupfer- und Drahtwerk (OKD)“ mit einem Stammkapital von 1,2 Mio. Reichsmark handelsgerichtlich eingetragen. Kämper selbst erlebte den Aufschwung seiner Gründung nicht mehr, er starb 1877 in Osnabrück. Nach seinem Tod leiteten Hermann Witte († 1896), nachdem sein Bruder Karl ausgeschieden war, und Emil Schemmann (1841–1916) das Unternehmen.